# Bernardino Boifava

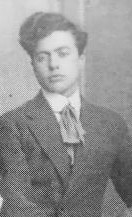
Particolare di una foto di gruppo del Cenacolo Artistico Forlivese

Bernardino Boifava (Ghedi, 23 maggio 1888 – Forlì, 15 dicembre 1953) è stato uno scultore italiano.

## Biografia
Nato da una famiglia contadina, il padre Francesco e la madre Domenica Poffa scelsero di battezzarlo col nome di Bernardino Desiderio.
Dopo un breve e tormentato percorso di studi, in cui è però chiaro che eccelle nelle arti plastiche fin da bambino, viene portato dal padre a Brescia e affidato come discepolo allo scultore Emilio Righetti che ne coglie le potenzialità (1905). In questo contesto lavora soprattutto il legno. Risale a quest'epoca la sua prima opera certamente nota: una statua lignea della Beata Vergine del Rosario per la chiesa di San Varano di Forlì. La sua permanenza nella bottega dura fino al 1912, quando vince il Premio Brozzoni, che prevede una ricompensa di 1500 lire annue per un triennio. Angelo Zanelli, professore dell'Accademia di Roma, fa parte della commissione e incoraggia il giovane a iscriversi all'Accademia di Firenze.
Dal 1913 al 1915 Boifava frequenta quindi l'Accademia a Firenze, come allievo di Augusto Rivalta (del quale esegue un ritratto) e  poi di Domenico Trentacoste. Il periodo universitario viene concluso dal saggio Il giogo, che rappresenta uno schiavo che di libera dalle catene (poi finito alla Pinacoteca di Brescia). Pur avendo vinto entrambi gli anni un viaggio premio, non riesce a usufruirne perché arruolato nell'11° reggimento fanteria.
Con il reggimento arriva nel 1916 a Forlì, dove conosce la donna che diventerà sua moglie. Decide quindi di stabilirsi in città, dove resterà tutta la vita, diventandone cittadino illustre e celebrato.
L'artista entra nell'ambito dell'esperienza del Cenacolo Artistico Forlivese, senza però legare molto con gli altri artisti, principalmente per un carattere schivo e irrequieto, che lo faceva evitare eventi collettivi o mondani.
Nel 1919 arriva quarto su sedici contendenti a un concorso per il Monumento ai Caduti di Civitavecchia. Nel 1920 realizza una lunetta per la sede del Cenacolo Artistico Forlivese, alla Barriera Cotogni (la sede non esiste più).
Nel 1921 tenta un concorso per la realizzazione di una Pietà nel cimitero di Brescia che però non vince. Lo stesso anno presenta alle Esposizioni romagnole riunite la Piccola Nave in marmo e realizza molti busti-ritratti in bronzo vigorosi e potenti, quello del chirurgo Sante Solieri, del pittore Giovanni Marchini e dell'aviatore Luigi Ridolfi. Sempre a quest'epoca risaliva il medaglione bronzeo con Dante, collocato alla base del campanile di San Mercuriale, disperso nel secondo dopoguerra.

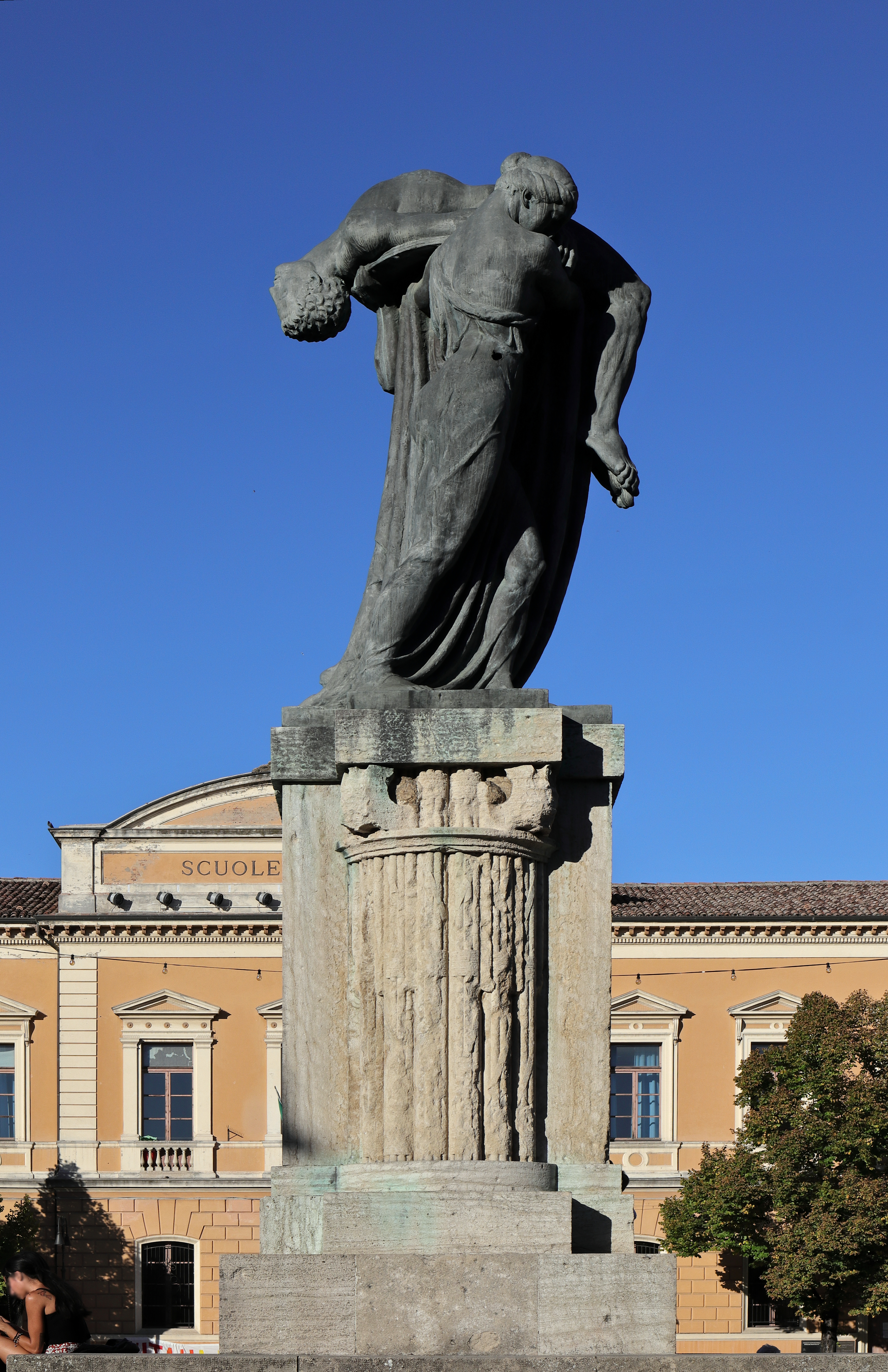
Monumento ai Caduti della Grande Guerra - Santarcangelo di Romagna

Nel 1922 ottiene dal Comune di Forlì la possibilità di trasformare la chiesa sconsacrata di San Salvatore in Vico nel proprio studio e abitazione. Quello stesso anno partecipa al concorso per il Monumento ai Caduti della Prima Guerra Mondiale di Rimini. Dopo una prima fase che non decreta vincitore, Boifava vince la seconda e definitiva competizione e nel 1923 ottiene l'incarico. I lavori si protraggono perché prima c'è scarsità di denaro, poi perché il progetto è ritenuto da qualcuno troppo audace per le nudità delle due statue principali. Nonostante le richieste di coprire le parti intime con accorgimenti, l'autore non scende a compromessi e alla fine nel 1926 il monumento viene inaugurato come lo aveva deciso lui, alla presenza del re e con la benedizione del vescovo. Nel 1941 il monumento ha rischiato di essere sostituito da una copia in marmo per riutilizzare il bronzo per scopi bellici, ma, dichiarato dal Consiglio dei Ministri opera di valore artistico, ha evitato la distruzione. Nello stesso periodo Boifava realizza i monumenti ai caduti di Ghedi (Il Sacrificio Latino) e di Santarcangelo di Romagna (Allegoria della morte del soldato), anch'essi salvatisi dal recupero del bronzo durante la Seconda Guerra Mondiale, grazie a interventi dell'ultimo momento. A proposito del Monumento di Ghedi si comprende come Boifava fosse molto rigoroso e attento anche nella disposizione dei monumenti nello spazio in cui venivano collocati. Aveva infatti richiesto espressamente che fosse rivolto verso sud, ma la città di Ghedi lo dispone erroneamente verso ovest. Questo viene considerato fatto molto grave dall'artista che non si reca più nella sua città natale per quasi trent'anni, finché cioè non ottiene che il monumento venga spostato secondo la sua idea originaria, cosa che avviene nel 1951.

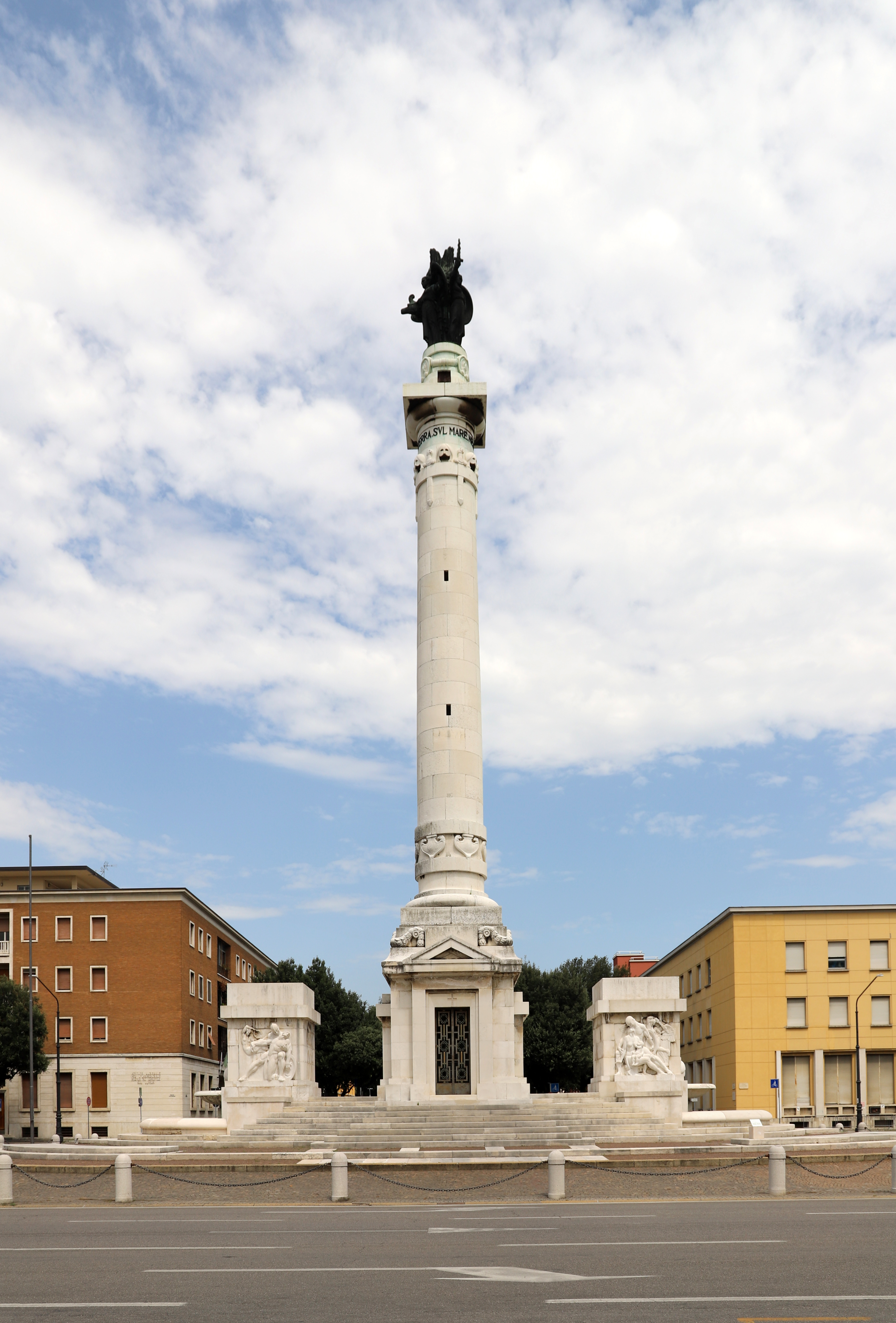
Monumento alla Vittoria, Forlì

Nel 1928 Boifava realizza anche la tomba della famiglia Mazzotti e un busto del tenore Angelo Masini. Nel 1929 scolpisce in legno la statua di Santa Rosa da Lima per l'omonima chiesa di Predappio.
Nel luglio 1929 riceve l'incarico di realizzare il Pilibulus, la statua che doveva rappresentare Forlì allo Stadio dei Marmi del Foro Italico, di cui esegue un modello in gesso a grandezza naturale che viene inviato a Roma, ma viene rifiutato dalla commissione romana e, nonostante gli sforzi per ritrovarlo, risulta tuttora disperso.
Del 1932 è la realizzazione più importante per la città di Forlì, ovvero la decorazione dei due cippi basamentali in mezzo a cui sorge la cappella votiva del Monumento di Piazzale della Vittoria. Boifava realizza in altorilievo marmoreo le quattro azioni della vita dell'eroe, l'Assalto, la Difesa, il Sacrificio, la Pace Vittoriosa.

Le figure presentano anatomie vigorose e pose plastiche e sono realizzate con l'intento di colpire l'immaginario dello spettatore.

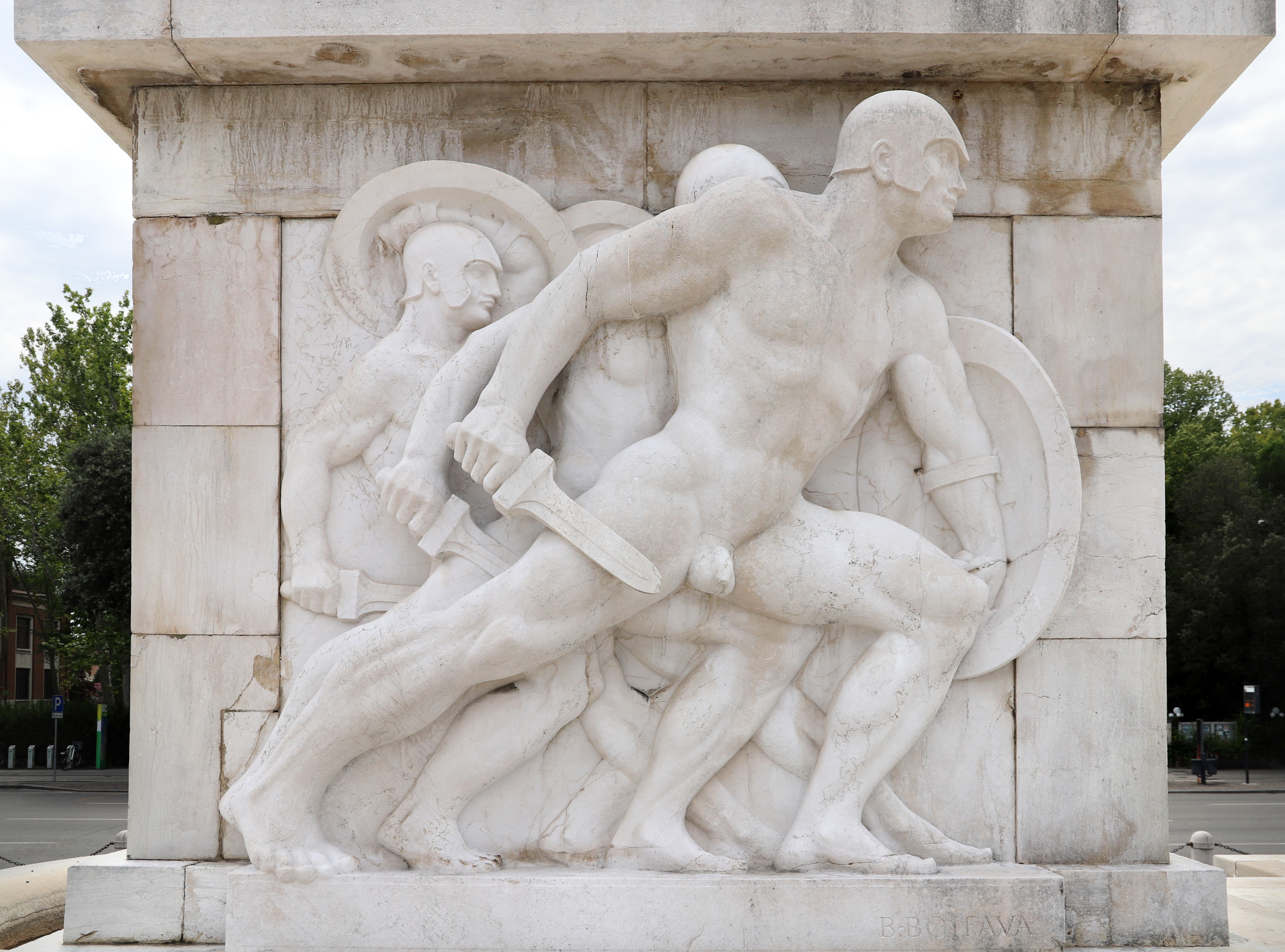
L'Attacco
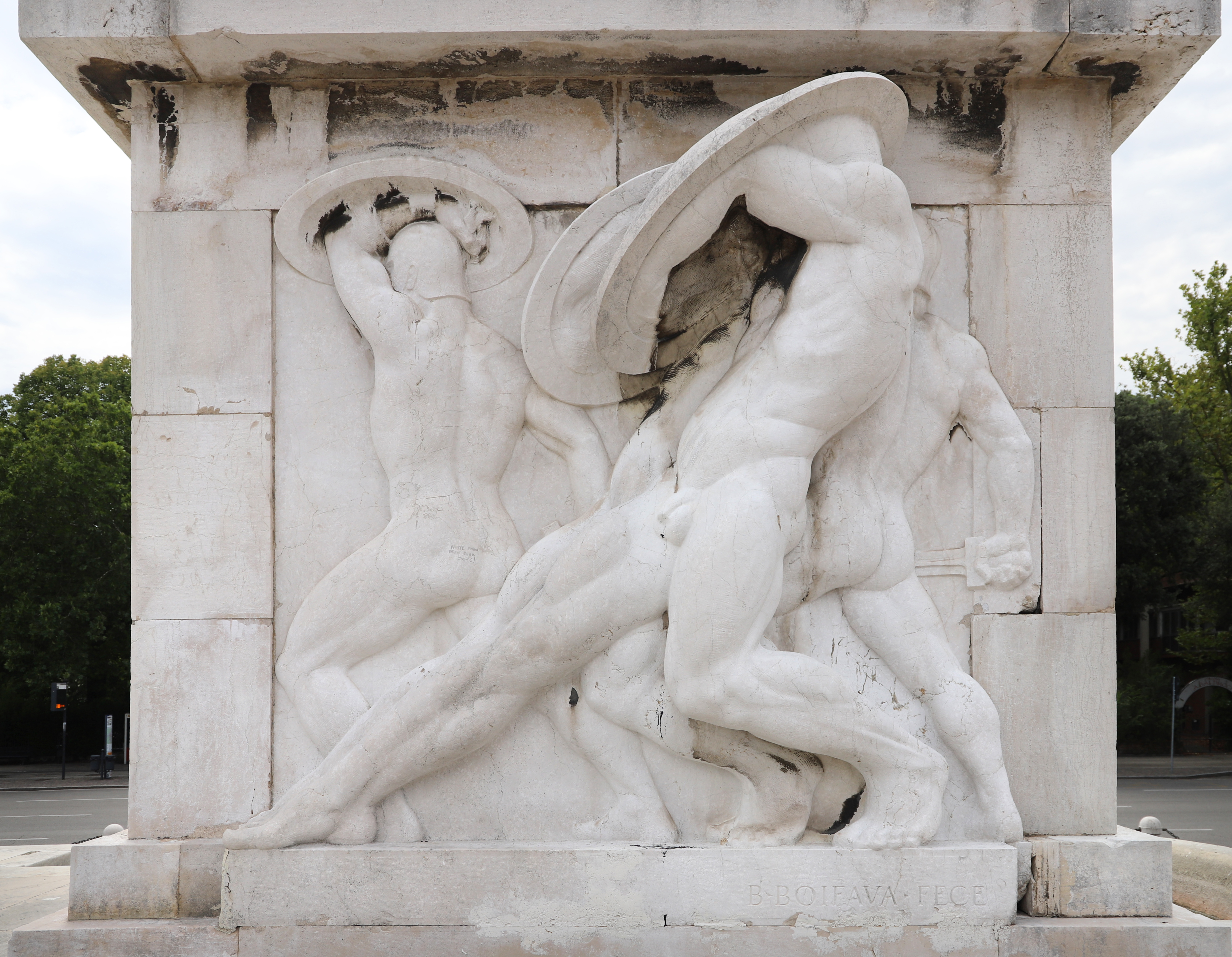
La Difesa
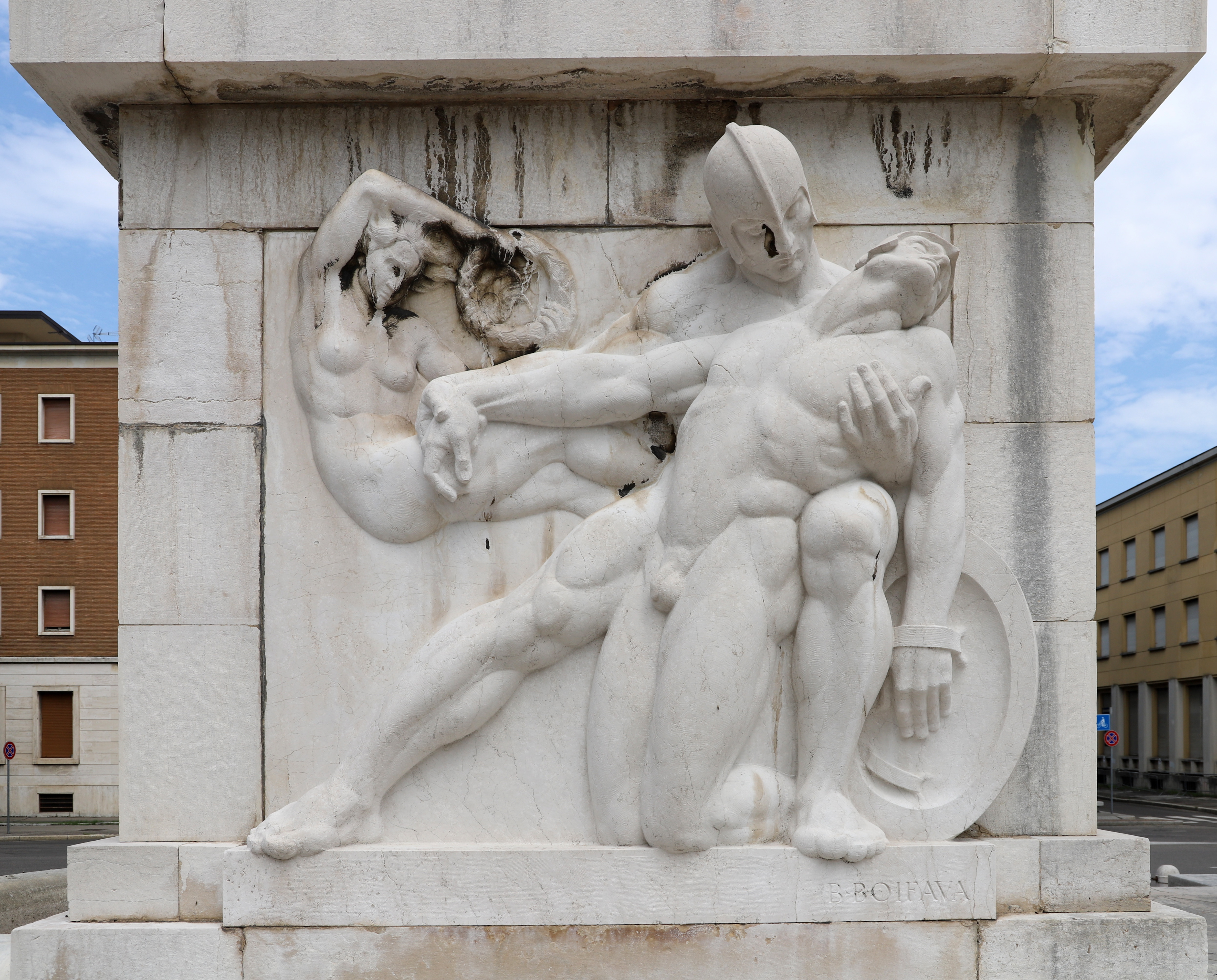
Il Sacrificio
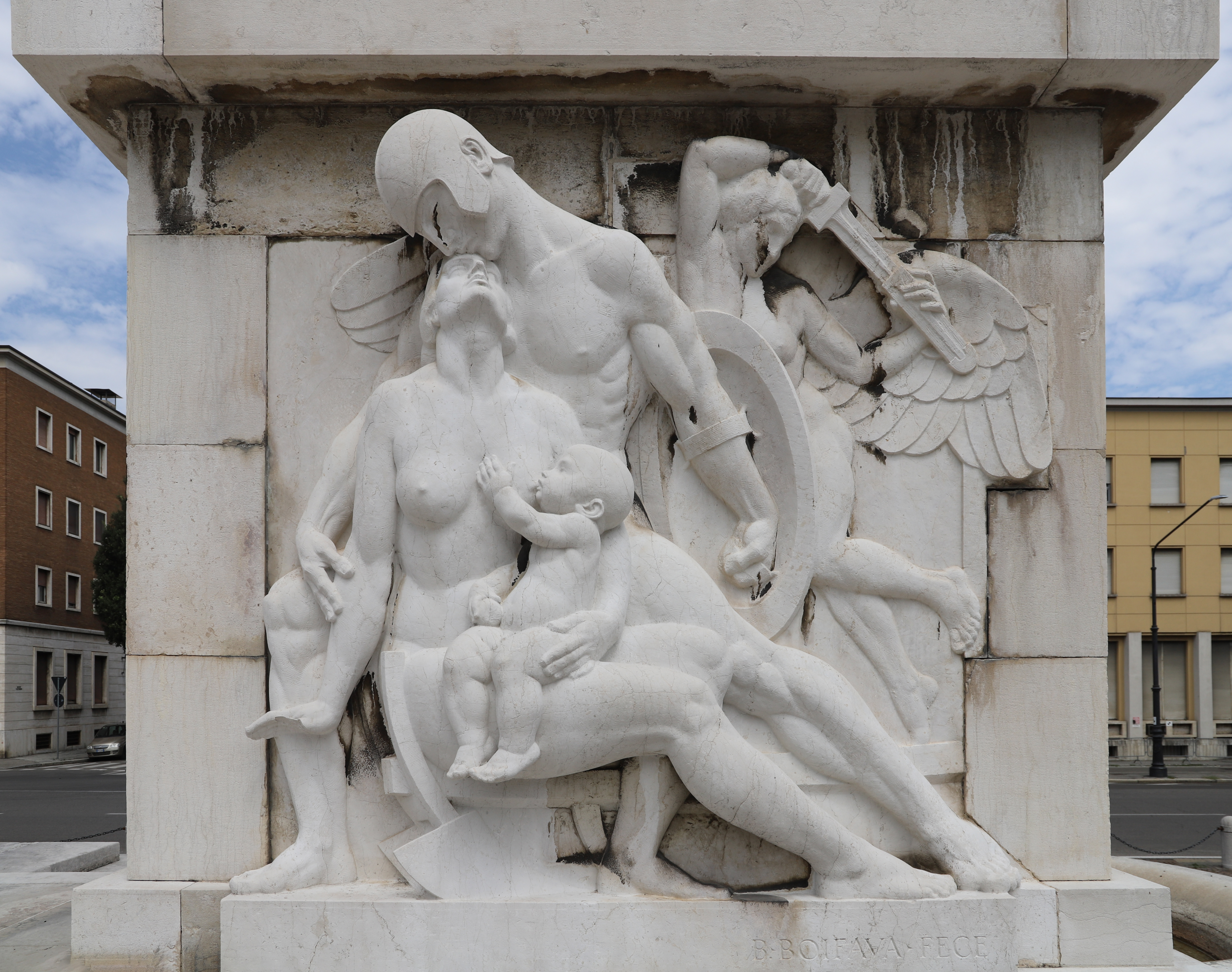
La Pace Vittoriosa

La produzione dello scultore presenta molti pezzi e molti si trovano in collezioni private. La produzione degli anni trenta del Novecento comprende molti monumenti funebri, ritratti e medaglie.

## Stile
A suo agio sia con il bronzo che con il marmo, Boifava è caratterizzato da forti volumi plastici in cui esalta la muscolatura e la forza di temperamento dei soggetti raffigurati. La sua scultura è fortemente celebrativa, adatta a esaltare le azioni eroiche o celebrare eventi o personalità, con particolare attenzione ai temi patriottici spesso evocati mediante il ricordo. 
La matrice classica, particolarmente evidente nel nudo eroico, viene asciugata sottolineando soprattutto la tensione muscolare e inserendo un principio astrattivo che colloca le figure nella sfera del mito. 

## Opere
Oltre alla già citata statua della Beata Vergine del Rosario, si ricordano:
- il giogo (1915) Pinacoteca di Brescia
- il Ritratto di adolescente, nella Pinacoteca Civica di Forlì
- La piccola nave (1921)
- il busto bronzeo di Luigi Ridolfi nel Cimitero Monumentale di Forlì (1921)
- il busto bronzeo del chirurgo Sante Soleri nell'ingresso dell'Ospedale Morgagni, Forlì (1921)
- il Ritratto del pittore Giovanni Marchini (1921), oggi nella Pinacoteca Civica di Forlì
- il medaglione di Dante Alighieri per il campanile di San Mercuriale a Forlì (1921). Andato disperso nel restauro
- il monumento ai caduti di Ghedi, Il Sacrificio Latino (1925)
- il monumento ai caduti di Rimini, inaugurato da re Vittorio Emanuele III nel 1926
- il monumento ai caduti di Santarcangelo di Romagna (1928)
- lo stendardo in bronzo con la Madonna del Fuoco realizzato in occasione della spedizione con il dirigibile di Umberto Nobile (1928), Forlì, tesoro della cattedrale[7]
- modello in gesso per il Pilibulus, ossia il giocatore del pallone col bracciale, per il Foro Mussolini (poi non accettata, opera perduta) (1929)
- la statua lignea di Santa Rosa da Lima per la chiesa omonima di Predappio (1929)
- il bassorilievo in onore di Domenico e Lorenzo Ricci nell'Ospedale di Premilcuore (1930)
- i quattro grandi altorilievi aventi a tema La vita degli eroi (L'assalto, La difesa, Il sacrificio, La pace vittoriosa) per il Monumento alla Vittoria, opera di Cesare Bazzani, nel Piazzale della Vittoria, a Forlì (1932)
- l'erma di Alberto Albertucci (1934) a Urbania
- il busto di Sandro Italico Mussolini, nella Pinacoteca Civica di Forlì[8]
- maschere degli aviatori Nino e Ido Zanetti e Ivo Olivetti, realizzati per il collegio aeronautico di Forlì (1941), opere perdute[9].
- monumenti funebri: delle famiglie Zanetti, Marchini, Gaudenzi, Avoni, Cortesi, Melandri, Fanciaresi e Cignani per il cimitero di Forlì; dell'aviatore Diano Pasini, 1936, per il cimitero di Collinello; della famiglia Montanari per il cimitero di Castrocaro.
- Ritratti: Luigi Babacci (1923), del tenore Giuseppe Siboni e del soprano Eugenia Tadolini (1938, realizzati per il teatro, ma ora in Palazzo Gaddi, Forlì); di Aldo Vittori, detto Zop d'Vitori (1938), delle signore Guidelli e Giannelli (1947), di don Luigi Ghinelli (1948), di don Luigi Guanella (1949).
- Medaglie: Dante e il sanguinoso mucchio; Caterina Sforza (collezioni del Novecento della Città di Forlì[10])
- San Giovannino realizzato per San Mercuriale, ma poi passato alla Pinacoteca di Forlì[11]